# أليكس بويد
أليكس بويد هو كاتب وشاعر كندي، ولد في 1969.

## وصلات خارجية
- الموقع الرسمي